# Circonscription de Bedeno
La circonscription de Bedeno est une des 177 circonscriptions législatives de l'État fédéré Oromia, elle se situe dans la Zone Est Hararghe. Sa représentante actuelle est Munteha Ibrahim Ahmed.